# 東村山市立化成小学校
東村山市立化成小学校(ひがしむらやましりつかせいしょうがっこう)とは、東京都東村山市諏訪町にある公立小学校である。

## 歴史
- 1875年1月1日 化成小学校開校
- 1892年
  - 7月21日 分教場設置（大岱・南秋津・廻田）
  - 10月12日 化成尋常高等小学校と校名変更
- 1941年4月1日 東村山化成国民学校と校名変更
- 1947年4月1日 東村山町立化成小学校と校名変更
- 1949年10月17日 校歌制定
- 1950年3月30日 八坂分校設置
- 1954年4月 八坂分校が八坂小学校として独立開校
- 1960年4月 廻田分校が東村山町立回田小学校（現 東村山市立回田小学校）として独立開校
- 1961年9月 大岱分校が東村山市立大岱小学校として独立開校
- 1962年4月 南秋津分校が東京都北多摩郡東村山町立秋津小学校（現 東村山市立秋津小学校）として独立開校
- 1999年7月3日 新体育館落成式
- 2002年4月1日 2学期制導入

## 教育目標
自分大好き 友達大好き 学校大好き 化成の子

## 特徴
- 1～6年・青葉学級の児童が均等に入るように、全校をドリマー班と呼ばれる縦割り班に分け交流を行っている。
- 5・6年生では同じ東村山市諏訪町にある白十字ホームとの交流も行なっている。

## 進学先
大半の生徒が東村山第二中学校または東村山第四中学校であるが、若干名東村山第五中学校や東村山第七中学校に行く児童もいる。また、私立中学校へ進学する者もいる。

## 主な卒業生
- 小山林平 - 政治家、元東村山市長
- 志村けん - コメディアン、南秋津分教場（現：東村山市立秋津小学校）
- 朝木直子 - 政治家、東村山市議会議員
- 中谷美紀 - 女優
- 美山加恋 - 元子役、女優

## アクセス
西武鉄道新宿線、国分寺線、西武園線東村山駅西口より徒歩5分